# 司徒兆敦
司徒兆敦（1938年11月—2023年8月31日），艺名佐楠，男，原籍广东开平，生于香港，中国影视教育家、导演，曾任北京电影学院教授、硕士生导师，导演系主任。

## 家庭
父亲司徒慧敏，弟弟司徒兆光。